# Cissachroa
Cissachroa is een geslacht van vlinders van de familie van de grasmotten (Crambidae), uit de onderfamilie van de Spilomelinae. De wetenschappelijke naam voor dit geslacht is voor het eerst gepubliceerd in 1937 door Alfred Jefferis Turner. 
Dit geslacht is monotypisch, dat wil zeggen dat het maar één soort heeft namelijk Cissachroa callischema Turner, 1937 uit Australië.